# High tom

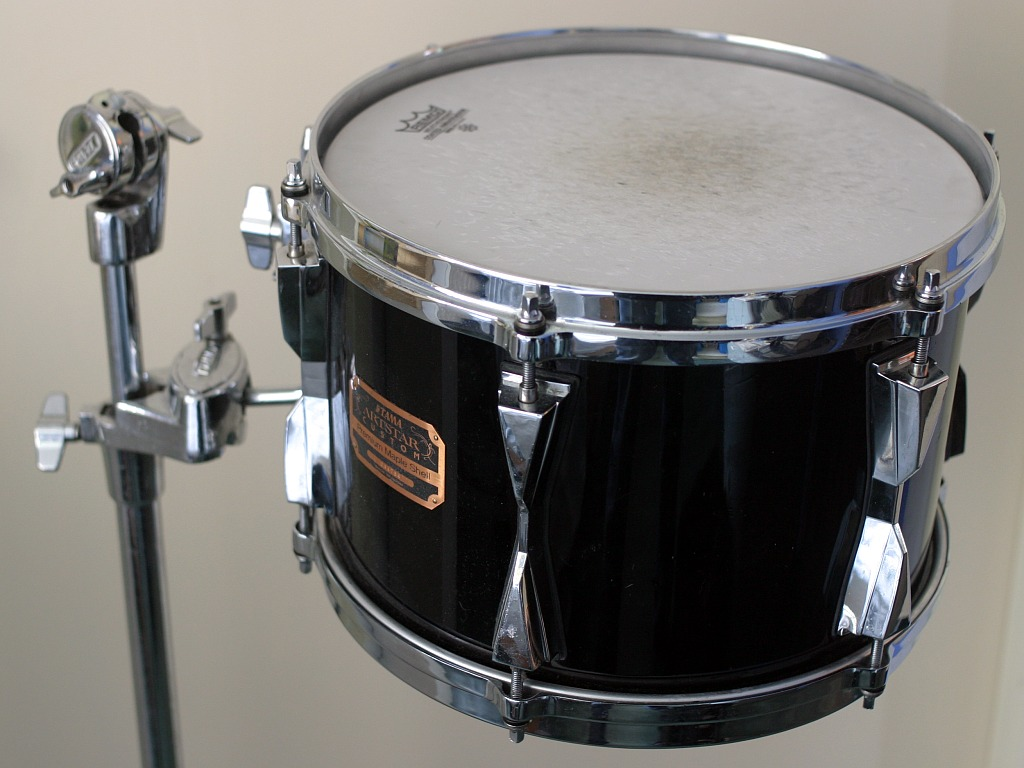
Tom Tom

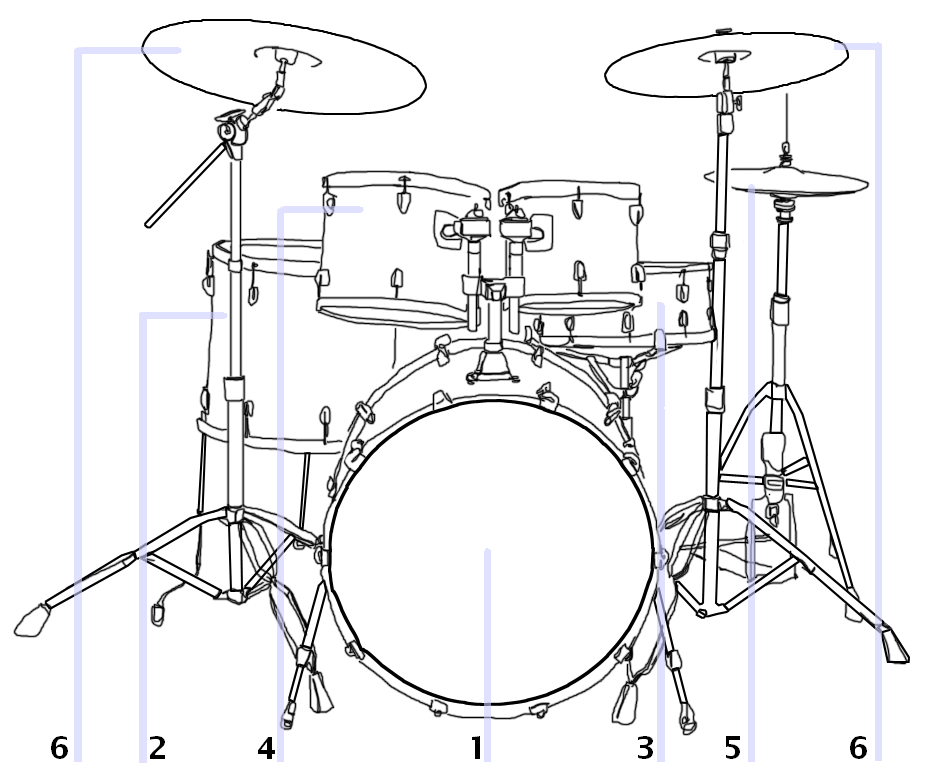
1.- Bombo
2.- Tom de Piso
3.- Caja/Tarola
4.- Tomtom
5.- Hi-hat
6.- Crash y Ride

Tom, tom-tom o tomtom es un instrumento musical de percusión mejor reconocido como un tambor, originario de  las culturas asiáticas, y forma parte de la batería, siendo incorporado a esta a comienzos del siglo XX. El Tom-Tom se encuentra solo de a dos y suele ser montado en un aparejo de acero montado sobre el bombo.
El Tom-tom también se utiliza como un método tradicional de comunicación.

## Historia
Los toms fueron incorporados a la batería a comienzos de los 1900. Estos tambores eran de origen chino y fueron utilizados por la civilización antigua para motivar a los soldados en las batallas y para ceremonias religiosas. Existían diferentes tamaños y afinaciónes de estos tambores que eran llamados en chino tang, dangun y paigun.

Imagen tomadas de un museo de una batería de 1920. Toms chinos aéreos, tom de piso y toms en metal en etapa de evolución y experimentación de la época de 1920

En la década de 1920 los toms tuvieron cierta experimentación evolutiva por las diferentes bandas de jazz en las cuales se utilizaban materiales de plástico, metal entre otros, pero no fue hasta la década de 1930, un baterista prometedor llamado Gene Krupa firmó con Slingerland Drum Company como patrocinador y comenzó a trabajar con la firma para introducir algunas innovaciones en sus productos. 
Krupa insistió en que sus toms fueran totalmente sintonizables, con parches de rebozado y resonantes con aros de metal, orejetas y varillas de tensión. Los tambores más pequeños se montaron en el bombo a través de una pequeña "consola", mientras que los modelos más grandes venían con sus propias cestas de pie, como era típico de la época.
En unos pocos años, las cestas habían sido reemplazadas por patas individuales ajustables en altura, y nació el moderno tom de suelo. Apodada la serie Radio King, estos kits de "estilo Krupa" se convertirían en el modelo por el cual todos los fabricantes de baterías diseñarían sus productos, aunque todavía se podían encontrar toms chinos, parches con tachuelas y cestas en ciertos conjuntos de Ludwig, Gretsch y Slingerland. todo el camino hasta finales de los 40.

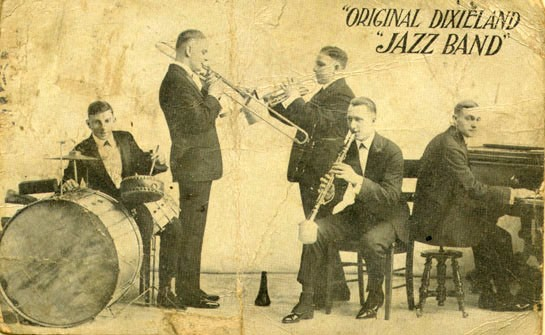
Foto de 1916 de una banda de Jazz

En la actualidad existen distintas medidas de Tom-Tom según la función de este:
- «Poder»:

- 10×12, siendo 10 la profundidad por 12 el diámetro
- 11×13, que es la medida más común, y es considerada como la medida estándar por la mayor parte de los bateristas.

- «Fusión»:

- 8×10
- 8×12
- 9×12

- «Clásica»:

- 8×12
- 9×13

Sin embargo, existen además muchas más medidas de tambores Tom-Tom que se usan en la práctica.

## Construcción y fabricación

### Armazón
Un factor crucial para alcanzar una calidad de tono superior y asegurar la durabilidad y resistencia, sobre todo la de la madera, es la creación de un armazón perfectamente redondo. 
El armazón a menudo es construido de 6 a 8 cepas de madera (a veces usando diferentes maderas, por ejemplo, la caoba y falkata - el abedul o el arce), madera sólida o materiales artificiales (la fibra de vidrio, acero presionado, Polimetilmetacrilato, compuesto de resina). Los armazones de madera o compuestos pueden ser terminados por laminado en plástico en una larga variedad de colores y efectos. El acero es por lo general cromado.

### Medidas
Medidas más comercializadas de los tom-toms: 
| Muestras de Audio | Muestras de Audio | Muestras de Audio  |
| Componente        | Contenido         | Audio (Ogg Vorbis) |
| ----------------- | ----------------- | ------------------ |
| Tom-tom           | 8 pulgadas        | 59 KBⓘ             |
| Tom-tom           | 12 pulgadas       | 41 KBⓘ             |
| Tom-tom           | Tom de Piso       | 39 KBⓘ             |